# Edgar y Ellen (serie de libros)
Edgar & Ellen es el título de una serie de libros del escritor estadounidense Charles Ogden, publicado desde 2003.

## Libros
- Rare Beasts (2003)
- Tourist Trap (2004)
- Under Town (2004)
- Pet's Revenge (2006)
- High Wire (2006)
- Nod's Limbs (2007)
- Mischief Manual (2007)
- Hot Air (2008)
- Hair'em, Scar'em (2008)
- Frost Bites (2008)

## Televisión
La serie de televisión homónima debutó en el canal Nicktoons Network el 7 de octubre de 2007. Actualmente es parte de la programación de Cartoon Network.